# Astroblepus
Astroblepus è un genere di pesci ossei d'acqua dolce appartenente all'ordine Siluriformes. È l'unico genere appartenente alla famiglia Astroblepidae.

## Distribuzione e habitat
La famiglia è diffusa nell'America centrale (Panama) e meridionale (regione andina). Vivono perlopiù in torrenti di montagna.

## Descrizione
La bocca è conformata a ventosa per la presenza di un disco orale. Sono presenti due paia di barbigli. La pinna adiposa è assente in alcune specie. Privi di scaglie.
Possono raggiungere i 30 cm di lunghezza ma la grande maggioranza delle specie misura pochi centimetri.

## Biologia
Alcune specie sono capaci di superare le rapide e le cascate utilizzando il disco orale.

## Specie
- Genere Astroblepus

- - Astroblepus ardilai
  - Astroblepus boulengeri
  - Astroblepus brachycephalus
  - Astroblepus cacharas
  - Astroblepus caquetae
  - Astroblepus chapmani
  - Astroblepus chimborazoi
  - Astroblepus chotae
  - Astroblepus cirratus
  - Astroblepus cyclopus
  - Astroblepus eigenmanni
  - Astroblepus festae
  - Astroblepus fissidens
  - Astroblepus formosus
  - Astroblepus frenatus
  - Astroblepus grixalvii
  - Astroblepus guentheri
  - Astroblepus heterodon
  - Astroblepus homodon
  - Astroblepus jurubidae
  - Astroblepus labialis
  - Astroblepus latidens
  - Astroblepus longiceps
  - Astroblepus longifilis
  - Astroblepus mancoi
  - Astroblepus mariae
  - Astroblepus marmoratus
  - Astroblepus micrescens
  - Astroblepus mindoensis
  - Astroblepus nicefori
  - Astroblepus orientalis
  - Astroblepus peruanus
  - Astroblepus phelpsi
  - Astroblepus pholeter
  - Astroblepus pirrensis
  - Astroblepus praeliorum
  - Astroblepus prenadillus
  - Astroblepus regani
  - Astroblepus rengifoi
  - Astroblepus retropinnus
  - Astroblepus riberae
  - Astroblepus rosei
  - Astroblepus sabalo
  - Astroblepus santanderensis
  - Astroblepus simonsii
  - Astroblepus stuebeli
  - Astroblepus supramollis
  - Astroblepus taczanowskii
  - Astroblepus theresiae
  - Astroblepus trifasciatus
  - Astroblepus ubidiai
  - Astroblepus unifasciatus
  - Astroblepus vaillanti
  - Astroblepus vanceae
  - Astroblepus ventralis
  - Astroblepus whymperi[2]